# Ursus americanus carlottae
L'orso nero delle isole della Regina Charlotta (Ursus americanus carlottae), è una sottospecie morfologicamente distinta dell'orso nero americano.

## Descrizione
Le differenze morfologiche più significative sono le sue grandi dimensioni, il cranio massiccio e i grandi molari.

## Distribuzione
Questa sottospecie è endemica delle isole dell'Haida Gwaii (ex Isole della Regina Carlotta) ed è considerata una "specie chiave" a causa del trasporto da parte degli orsi dei resti di salmone nelle foreste circostanti dell'Haida Gwaii.